# Joseph Marie de Barral
Pour les articles homonymes, voir Famille de Barral et Barral.
Joseph-Marie de Barral, marquis de Montferrat (Grenoble, 21 mars 1742 - Grenoble, 14 juin 1828), est maire de Grenoble à trois reprises pendant la période révolutionnaire.

## Biographie
Son père, le conseiller Charles Gabriel Justin de Barral de Rochechinard, est le deuxième fils de Joseph de Barral, Maître de forges et Seigneur d'Allevard, président à mortier du Parlement de Grenoble. Son puîné, André Horace François, emprunte la carrière militaire et politique, son plus jeune frère, Louis Mathias, suit une brillante carrière ecclésiastique.
Joseph Marie de Barral, haut dignitaire de la franc-maçonnerie grenobloise, devient en 1770 président à mortier au parlement du Dauphiné et sera très impliqué en 1788 dans la journée des Tuiles et ses suites révolutionnaires.
En 1789, il renonce à ses titres et organise avec quelques amis, notamment Aubert-Dubayet qui sera député de l'Assemblée législative en 1791, la Société des amis de la Constitution.
En adoptant les idées nouvelles, il se rend populaire dans sa ville natale, qui le déclare digne du nom de « sans-culotte », et, malgré la loi qui excluait les ci-devant nobles de toutes fonctions, le nomme maire de Grenoble en 1790, puis à nouveau de décembre 1792 à mai 1794 ; il arrive à protéger sa ville contre les excès de la Terreur.
Président au tribunal criminel (1794), administrateur de la commune, haut juré, président du tribunal d'appel de l'Isère, il est candidat au Corps législatif où le Sénat conservateur le fait entrer le 5 nivôse an XII. 
Apparenté par sa belle-sœur, épouse du général André Horace François de Barral de Rochechinard, à la famille de Beauharnais, il se rallie au général Bonaparte au coup d'État du 18 brumaire. Il occupera une dernière fois la fonction de maire pendant quelques mois durant l'année 1800.
Le gouvernement consulaire l'avait déjà choisi pour président du collège électoral de ce département. Le dévouement qu'il montra à l'Empire lui valut, le 25 prairial an XII, la croix de la Légion d'honneur, et le 17 janvier 1806, le titre de membre du Conseil de discipline et d'enseignement à l'École de droit de Grenoble, Napoléon Ier le créa en outre, le 3 juin 1808, chevalier de l'Empire, et l'éleva, la même année à la première présidence de la Cour impériale de Grenoble. 
En 1814, il se rallia, comme beaucoup, aux Bourbons ; mais la Restauration française comptant peu sur un dévouement si fragile, il fut rendu à la vie privée et définitivement écarté des fonctions politiques par le gouvernement de Louis XVIII.

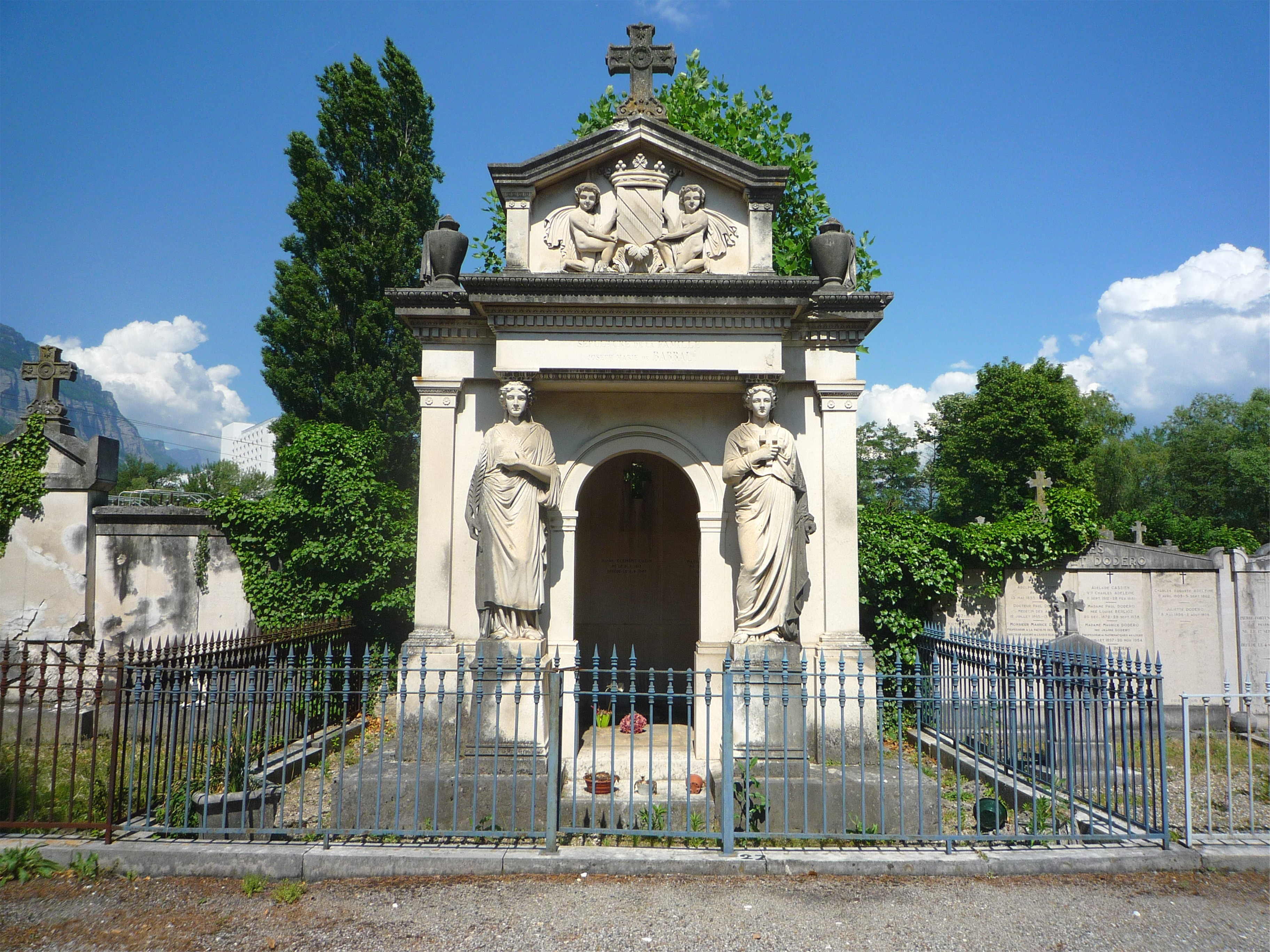
Tombe de Joseph-Marie de Barral au cimetière Saint-Roch de Grenoble.

Des deux fils de son premier mariage avec sa cousine Sophie de Tencin, Louis, le cadet, sera le condisciple et très cher ami de Stendhal qui le surnommait « Tencin ».
En hommage à son action, une rue de Grenoble porte son nom, dans le quartier des Eaux-Claires.
Joseph-Marie de Barral de Montferrat, dernier marquis de Groslée, est inhumé au cimetière Saint-Roch de Grenoble.

## Récapitulatifs

### Titre
- Chevalier Barral et de l'Empire (à la suite du décret le nommant membre de la Légion d'honneur en date du 25 prairial an XII, lettres patentes signées à Bayonne en mai 1808[4]).

### Distinction
| Chevalier de la Légion d'honneur |

- Légionnaire (25 prairial an XII (14 juin 1804))[5]

### Armoiries
| Image | Armoiries |
| ----- | --- |
|       | Armes du chevalier Barral et de l'Empire Tiercé [ajouté en fasce] d'or, de gueules et d'argent, l'or chargé de trois cloches d'azur posées en fasce ; le gueules chargé de la croix de la Légion d'honneur en date ; l'argent chargé de trois bandes de gueules. - Livrées : azur, rouge, jaune, blanc. |